# Esélyegyenlőség
Az esélyegyenlőség olyan társadalmi alapelv és célkitűzés, amely szerint minden egyénnek egyenlő jogai, lehetőségei és hozzáférése kell hogy legyen az élet különböző területeihez – így például az oktatás, munkaerőpiac, egészségügy, politikai részvétel és a szociális ellátások területén –, függetlenül nemi, faji, etnikai, vallási, életkori, szexuális orientációs, fogyatékossággal kapcsolatos vagy egyéb társadalmi tényezőktől.
Az esélyegyenlőség nem pusztán a diszkrimináció tilalmát jelenti, hanem aktív intézkedéseket is magában foglalhat annak érdekében, hogy a hátrányos helyzetű csoportok tényleges egyenlőséget élvezhessenek. Ezt a szemléletet nevezzük gyakran egyenlő bánásmódnak, illetve pozitív diszkriminációnak vagy kompenzációs intézkedéseknek is.

## Történeti áttekintés
Az esélyegyenlőség elve a 18–19. századi emberi jogi és felvilágosodási mozgalmakban gyökerezik, ahol az egyenlő jogok és az emberi méltóság fogalma először került jogi megfogalmazásra. Az eszme fokozatosan terjedt el a politikai jogegyenlőség (pl. választójog) után a társadalmi és gazdasági egyenlőséget célzó törekvésekben is.
A 20. században a polgárjogi mozgalmak (pl. az USA-ban vagy Dél-Afrikában), a nőmozgalmak és az antidiszkriminációs politika előretörése nyomán az esélyegyenlőség fokozatosan vált közpolitikai és jogi kategóriává. Az ENSZ Emberi Jogi Nyilatkozata (1948) mérföldkő volt e folyamatban.

## Nemzetközi jogi háttér
Az Európai Gazdasági Közösséget megalapozó Római Szerződés (1957) 7. és 119. cikke már lefektette az esélyegyenlőség elveit, különös tekintettel az állampolgárság alapján történő diszkrimináció tilalmára és a nők-férfiak azonos bérezésére.
Az Amszterdami Szerződés (1997) beiktatta a diszkrimináció elleni fellépés lehetőségét a 6/A (később 13.) cikkben, amely felhatalmazta az EU-t, hogy harcoljon a nemi, faji, etnikai, vallási, életkori vagy szexuális orientáció miatti diszkrimináció ellen.
Az ENSZ Emberi Jogi Nyilatkozata (1948) szintén hangsúlyozza az egyenlőség és méltóság elvét, míg a Fogyatékossággal élő személyek jogairól szóló ENSZ-egyezmény (2006) külön fejezetet szentel az esélyegyenlőség és hozzáférhetőség előmozdításának.

## Esélyegyenlőségi törvény Magyarországon
Magyarországon az esélyegyenlőség jogi kereteit a 2003. évi CXXV. törvény (Ebktv.) biztosítja, amely az egyenlő bánásmódról és az esélyegyenlőség előmozdításáról szól. A törvény szerint tilos minden közvetlen vagy közvetett hátrányos megkülönböztetés többek között nem, kor, fogyatékosság, származás, vallás vagy nemi identitás alapján.
A törvény végrehajtását az Egyenlő Bánásmód Hatóság látta el 2021-ig, majd annak jogköreit az Alapvető Jogok Biztosának Hivatala vette át.

## Esélyegyenlőség a gyakorlatban
Az esélyegyenlőség előmozdítása érinti a következő főbb társadalmi területeket:
- Nemi egyenlőség: nők és férfiak egyenlő esélyei a munka világában, politikában, családi szerepekben.
- Fogyatékossággal élők integrációja: akadálymentes környezet, egyenlő hozzáférés a szolgáltatásokhoz.
- Romák esélyegyenlősége: oktatáshoz, lakhatáshoz, egészségügyhöz való hozzáférés javítása.
- LMBTQ+ közösségek jogvédelme: diszkrimináció-ellenes intézkedések, jogi elismerés.
- Idősek, fiatalok, szociálisan hátrányos helyzetűek védelme: célzott állami programok, közpolitikai beavatkozások.

## Kapcsolódó fogalmak
- Pozitív diszkrimináció
- Hátrányos megkülönböztetés
- Társadalmi egyenlőtlenség

## Kritikák és viták
Az esélyegyenlőség megvalósításának eszközei, különösen a pozitív diszkrimináció (affirmative action) gyakran váltanak ki szakmai és politikai vitákat. Kritikusai szerint az ilyen intézkedések igazságtalan előnyben részesítést jelenthetnek, míg támogatói szerint ezek szükséges eszközök a strukturális hátrányok ellensúlyozására.
További dilemma, hogy az esélyegyenlőség elve miként érvényesíthető a teljesítményalapú vagy meritokratikus rendszerekben – erről részletesen ír például Michael J. Sandel Az érdem zsarnoksága című művében.